# 行动研究
行动研究（Action research）是一种参与干预性的社会研究方法，研究者参与到行动中以规划、实施、监测行动的变化，并利用研究者的理论与经验服务于被研究对象。